# Забка, Уильям
Уильям Майкл Забка (англ. William Michael Zabka; род. 20 октября 1965, Нью-Йорк, штат Нью-Йорк, США) — американский актёр, сценарист, режиссёр и продюсер. Наиболее известен исполнением роли Джонни Лоуренса в фильме «Парень-каратист» 1984 года. Номинант на Оскар (2004) как соавтор сценария и продюсер короткометражного фильма «Мост».

## Биография
Уильям Забка родился 20 октября 1965 года в Нью-Йорке, в семье Стэнли Уильяма Забки и Нэнси Хеймерт. Отец Забки был режиссёром, писателем и композитором, тогда как мать работала продюсером и ассистентом по производству фильмов. Стэнли Забка был ассистентом режиссёра шоу Джонни Карсона в первые два года существования программы «Сегодня вечером», а впоследствии принимал участие в создании множества фильмов. У Забки также есть брат и сестра. Имеет чешские корни — его дедушка по отцовской линии был чехом, бабушка по той же линии была американкой из Небраски, родившейся у чешских эмигрантов.
Первая роль Уильяма Забки в кино стала его самым известным образом за карьеру. В 1984 году Забка сыграл Джонни Лоуренса — главного антагониста в фильме «Парень-каратист». До съёмок Забка не занимался боевыми искусствами, хотя успешно выступал на соревнованиях по борьбе. После съёмок Забка увлёкся боевым искусством Тансудо и добился зелёного пояса второй степени.
В 1980-х Забка сыграл в ряде фильмов, чаще комедийных, выступая в ролях задир и хулиганов. Позднее он пытался всячески сменить амплуа, так как окружающие часто ассоциировали его с отрицательными героями и неоднократно лезли в драку. В 1990-х и 2000-х Забка играл преимущественно в независимых фильмах, играя, главным образом, роли положительных персонажей, и учился на режиссёра. В 2003 году Забка выступил соавтором сценария фильма «Мост», который был отснят в Чехии и Польше (у самого Забки — чешские корни по линии отца). Фильм, премьера которого состоялась на фестивале Сандэнс, выиграл несколько престижных наград, включая главный приз международного фестиваля короткометражных фильмов в Палм Спрингс. В 2004 году фильм вошёл в число номинантов на премию «Оскар».
В 2007 году Забка срежиссировал и снялся в музыкальном клипе группы «No More Kings» под названием «Sweep the Leg» (рус. Подсекай ногу; отсылка к известной фразе из фильма «Парень-каратист»). В клипе Забка сыграл пародию на самого себя, якобы живущего в трейлере в пустыне и помешанного на своей роли в фильме «Парень-каратист». Позднее он неоднократно появлялся в камео-ролях, в частности сыграв самого себя в нескольких эпизодах сериала «Как я встретил вашу маму». Также Забка выпустил и отредактировал два документальных фильма об Африке.
В 2018 году фильм «Парень-каратист» получил продолжение в виде сериала «Кобра Кай», вышедшего на YouTube. Забка сыграл постаревшего Джонни Лоуренса, который после череды жизненных неудач открывает школу карате «Кобра Кай», известную своими жёсткими тренировками и безжалостным отношением к противнику. Это решение возобновляет его противостояние с давнишним конкурентом Дэниэлом ЛаРуссо, который, в отличие от своего оппонента, стал успешным владельцем сети автосалонов, но страдает от потери своего наставника — господина Мияги. Первый сезон был восторженно принят критиками, о чём свидетельствует 100-процентный рейтинг «свежести» на сайте Rotten Tomatoes. В 2019 году вышел второй сезон, где Забка вновь появился в роли Лоуренса. Второй сезон был восторженно принят зрителями и критиками (100 % и 88 % процентов «свежести», соответственно), и уже вскоре было объявлено о съёмках третьего сезона, выход которого состоялся в 2021 году.